# Bāshīl
Bāshīl (persiska: باشیل, Yāshīl) är en ort i Iran.   Den ligger i provinsen Östazarbaijan, i den nordvästra delen av landet, 500 km nordväst om huvudstaden Teheran. Bāshīl ligger 1 789 meter över havet och antalet invånare är 218.
Terrängen runt Bāshīl är kuperad norrut, men söderut är den platt. Runt Bāshīl är det ganska glesbefolkat, med 27 invånare per kvadratkilometer. Närmaste större samhälle är Gūyjeh-ye Solţān, 5,7 km söder om Bāshīl. Trakten runt Bāshīl består i huvudsak av gräsmarker.